# 池坊保子
池坊 保子（いけのぼう やすこ、1942年〈昭和17年〉4月18日 - ）は、日本の政治家。特定非営利活動法人萌木理事長。学校法人いわき明星大学理事。特定非営利活動法人日本伝統文化協会名誉顧問。横綱審議委員会委員。第125代天皇明仁の再従妹に当たる。夫は華道家の池坊専永。
衆議院議員（5期）、文部科学大臣政務官、衆議院文部科学委員長、文部科学副大臣、公明党女性委員会副委員長、衆議院青少年問題に関する特別委員長、財団法人日本漢字能力検定協会理事長、公益財団法人日本相撲協会評議員会議長などを歴任した。

## 来歴

### 生い立ち
1942年4月18日、旧羽林家の梅溪家に属する子爵として貴族院議員に選出されていた梅溪通虎の三女として、東京府（のちの東京都）に生まれる。母・夏子が香淳皇后の従妹であるため、久邇宮朝彦親王は曽祖父、久邇宮邦彦王は大叔父に当たる。第125代天皇上皇明仁とその姉・池田厚子は再従兄姉にあたり、厚子の夫で池田動物園元園長の池田隆政も再従兄にあたる。
学習院初等科、学習院女子中等科、学習院女子高等科を経て学習院大学文学部国文学科に入学する。

### 池坊学園理事長
1961年に大学を中退し、1963年に華道池坊の家元・池坊専永と結婚した。夫・専永との間に長女・由紀（のちの4代目池坊専好）、次女・美佳をもうけている。結婚後は若くして華道家元の夫人となり、世界に生け花の名を広めた。その後は池坊お茶の水学院学院長や財団法人池坊華道会理事、学校法人池坊学園理事長として夫・専永を支えた。
1975年4月に行われた東京都知事選挙では、自民党推薦の石原慎太郎を応援。選挙公報に記された支持者一覧に名を連ねた。
1984年、講談社の雑誌「PENTHOUSE JAPAN」1984年3月号でセミヌード写真を披露する。

### 衆議院議員
1996年、新進党党首・小沢一郎の要請を受けて第41回衆議院議員総選挙に比例近畿ブロック名簿1位で立候補し、衆議院議員に初当選した。この選挙には1991年に長女・由紀と結婚した元大蔵省官僚の池坊雅史も大阪1区から立候補したが、次点で落選している。
新進党解党時は旧公明党の衆議院グループ・新党平和に所属することを決意し、1998年の公明党再結成にも参画する。当時の公明党内では唯一の創価学会会員ではない衆議院議員であった（参議院議員では草川昭三が非学会員であった）。
議員時代は教育や科学技術、文化芸術などの文部科学分野で活動し、初代文部科学大臣政務官や衆議院文部科学委員長を務めたほか、第1次安倍内閣と福田康夫内閣では文部科学副大臣に任命された。公明党内では2008年から政界引退時まで、党女性委員会副委員長や党京都府本部顧問を務めた。

### 日本漢字能力検定協会理事長
2010年4月1日、財団法人日本漢字能力検定協会理事長に就任する。しかし、右翼による怪文書や街宣車が出回ったことや、協会の運営方法をめぐって対立があったことから、2011年3月5日に任期途中で解任された。

### 政界引退
2012年8月23日、京都府庁で記者会見を開き、政界からの引退を表明した。引退の理由について「精神的、体力的に厳しい年齢。若い世代にバトンタッチし、ノウハウや人脈を受け渡したい」と述べるとともに、印象的な出来事として新進党の解党や児童虐待防止法の成立を挙げた。議員として最後の国会となった第180回国会では、認定こども園の拡充を導いたほか、衆参両院の委員会で提案理由説明を読み上げるなどして「古典の日」法案の成立に尽力した。
同年10月、次女・美佳が民主党公認候補として第23回参議院議員通常選挙に京都府選挙区から立候補することを表明したことを受け、自身のブログに「私と娘は親子と言えども、別の人格です」「私は山口さんが代表でいる限り、永遠に（永遠に山口さんが代表でいる筈がない。その通りですが）公明党を愛し、公明党の議員です。どんな時にも、私はブレずに公明党と共に歩んできたことを誇りにし、それは私の美学でもあるのです」などと綴った。なお、美佳は実際には選挙前に立候補を取りやめている。
2013年4月の春の叙勲で、旭日大綬章を受章する。
同年9月、国際社会に貢献できる人材の育成を目的とするNPO法人萌木を京都府に設立し、理事長に就任した。

### 日本相撲協会評議員会議長
2014年1月、日本相撲協会の公益財団法人化に伴い、外部有識者として評議員を委嘱され、同協会評議員会議長に就任。2018年6月まで議長を務めた後、2022年3月に評議員も退任した。日本相撲協会評議員退任3日後の2022年3月31日に横綱審議委員会委員に就任した。

#### 日馬富士暴行問題
2017年11月に日馬富士による貴ノ岩への暴行が発覚した際には、ワイドショーに出演して、暴力行為を「絶対にあってはならないこと」とした上で、巡業中に起きた問題を協会へ報告しなかった貴ノ岩の師匠・貴乃花に対し「何かあったときは理事長に報告する義務がある。速やかに報告していたら、理事長も対応のしようもあったと思う」と苦言を呈した。
日馬富士が現役引退を表明すると、日馬富士が貴ノ岩に目をかけていたことを明かしつつ、「ただ、叩いたのは事実。その責任を横綱として取らないといけない。相撲を愛しているんですね。ないことないことを書かれ、協会、相撲の信頼を失わせる迷惑をかけてはいけない、その一途な思いなんです」との見解を示した。さらに「貴ノ岩さんと貴乃花さんが率直に真実を話していただければ、ここまでのことはなかったのではと思うと私は非常に残念です」とも発言し、貴乃花の一連の対応に改めて疑問を呈した。

## 政策
- 選択的夫婦別姓制度導入に賛成[21]。
- 女子差別撤廃条約選択議定書の批准に賛成[22]。

## 不祥事
政治家の年金未納問題が問題となった際、3年11か月分の年金未納が判明した。

## 過去の所属議員連盟
- 日本の伝統文化並びにいけ花を愛する議員連盟（幹事長）
- 少子化対策議員連盟
- 子どもの未来を考える議員連盟
- 音楽議員連盟
- 芸術議員連盟
- 和装振興議員連盟
- ユニセフ議員連盟
- 国連難民高等弁務官事務所議員連盟
- 国際観光産業振興議員連盟（副会長）
- 日独友好議員連盟
- 日朝友好議員連盟
- 北京オリンピックを支援する議員の会
- 親学推進議員連盟（副会長）
- 恒久平和のために真相究明法の成立を目指す議員連盟

## 役職歴

### 内閣
- 文部科学副大臣（第1次安倍内閣・第1次安倍改造内閣・福田康夫内閣）
- 文部科学大臣政務官（第2次森改造内閣・第1次小泉内閣・第1次小泉第1次改造内閣）

### 衆議院
- 文部科学委員長
- 青少年問題に関する特別委員長

### 公明党
- 女性委員会副委員長
- 京都府本部顧問

## 一族

### 家族・親族
- 曾祖父 - 久邇宮朝彦親王（皇族）
- 養祖父 - 梅渓通魯（子爵）
- 祖父 - 仙石政敬（子爵、貴族院議員）[23]
- 祖母 - 仙石素子（元皇族）
- 従伯母 - 香淳皇后（昭和天皇皇后）
- 再従兄 - 上皇明仁（第125代天皇）
- 父 - 梅渓通虎（子爵、貴族院議員）
- 母 - 梅渓夏子（旧姓：仙石）
- 夫 - 池坊専永（華道家、45世池坊家元）
- 長女 - 4代目池坊専好（華道家、次期池坊家元、本名：池坊由紀）
- 次女 - 池坊美佳（華道家）

## 系譜
- 池坊氏

```
専慶━専能━専秀━専勝━専和━専昭━専増━専明━専承━専誓━専応━専栄━専好━専好━専好━
━専養━専好━専純━専意━専純━専弘━専定━専明━専正━専啓━専威━専永━由紀（専好）
```

## 受賞・受章歴
- アクアピースゴールデンハート賞（2003年、アクアピースネットワーク主催）[24]
- 旭日大綬章（2013年）[25]

## 著書

### 単著
- 『わが花わが愛』（1972年、読売新聞社）
- 『生きがいは愛にはじまる』（1973年、講談社）
- 『夫につき合う秘密集 頭のいい妻になる224項目』（1973年、青春新書プレイブックス）
- 『この愛に賭けたい 真実の人生を生きぬく知恵』（1973年、サンポウ・ブックス）
- 『新・内助の功 自分を殺さない生き方のコツ』（1973年、主婦と生活社 21世紀ブックス）
- 『おとなの愛12章 永遠の真実を求めて』（1974年、サンポウ・ブックス）
- 『おムコさん その見つけ方と選び方』（1974年、KKロングセラーズ ムックの本）
- 『愛に花を活ける 女が愛される、その瞬間』（1975年、ベストセラーズ）
- 『花と愛をめぐる風景 心にのこる出会い』（1975年、光風社書店）
- 『花のように生きる』（1979年、情報センター出版局）
- 『ひとりで着るきもの感覚入門 失敗しない98の秘訣』（1980年、青春新書プレイブックス）
- 『娘と私の出発』（1982年、海竜社）
- 『こんな彼は夫に向かない あなたの夢をかなえる結婚男性学』（1983年、実業之日本社 実日新書）
- 『愛してみなければわからない 計算どおりの人生なんて価値がない』（1986年、ハーレクイン・ドラマティック・エッセイ）
- 『花・人そして愛』（1990年、ビジネス社）
- 『たおやかに 華やかに』（1998年、明窓出版）
- 『楠のある家』（1999年、中経出版）
- 『子育てって、ホントに損かしら?』（2001年、ポプラ社）
- 『美しい日本のしきたり』（2012年、角川SSC新書）
- 『華の血族』（2012年、新潮社）

### 共著
- 『きこえますか子どもからのSOS 児童虐待防止法の解説』（2001年、ぎょうせい） ISBN 978-4324064108

## 連載
- 「一花を活かすようにこの国を」（『婦人公論』連載、中央公論社）